# ادگار دوتکا
ادگار دوتکا (چکی: Edgar Dutka؛ ۲۱ مه ۱۹۴۱) یک نویسنده، کارگردان، فیلم‌نامه‌نویس و استاد دانشگاه اهل جمهوری چک است.
از فیلم‌ها یا مجموعه‌های تلویزیونی که وی در آن‌ها نقش داشته‌است می‌توان به پت و مت اشاره نمود.